# Škrip

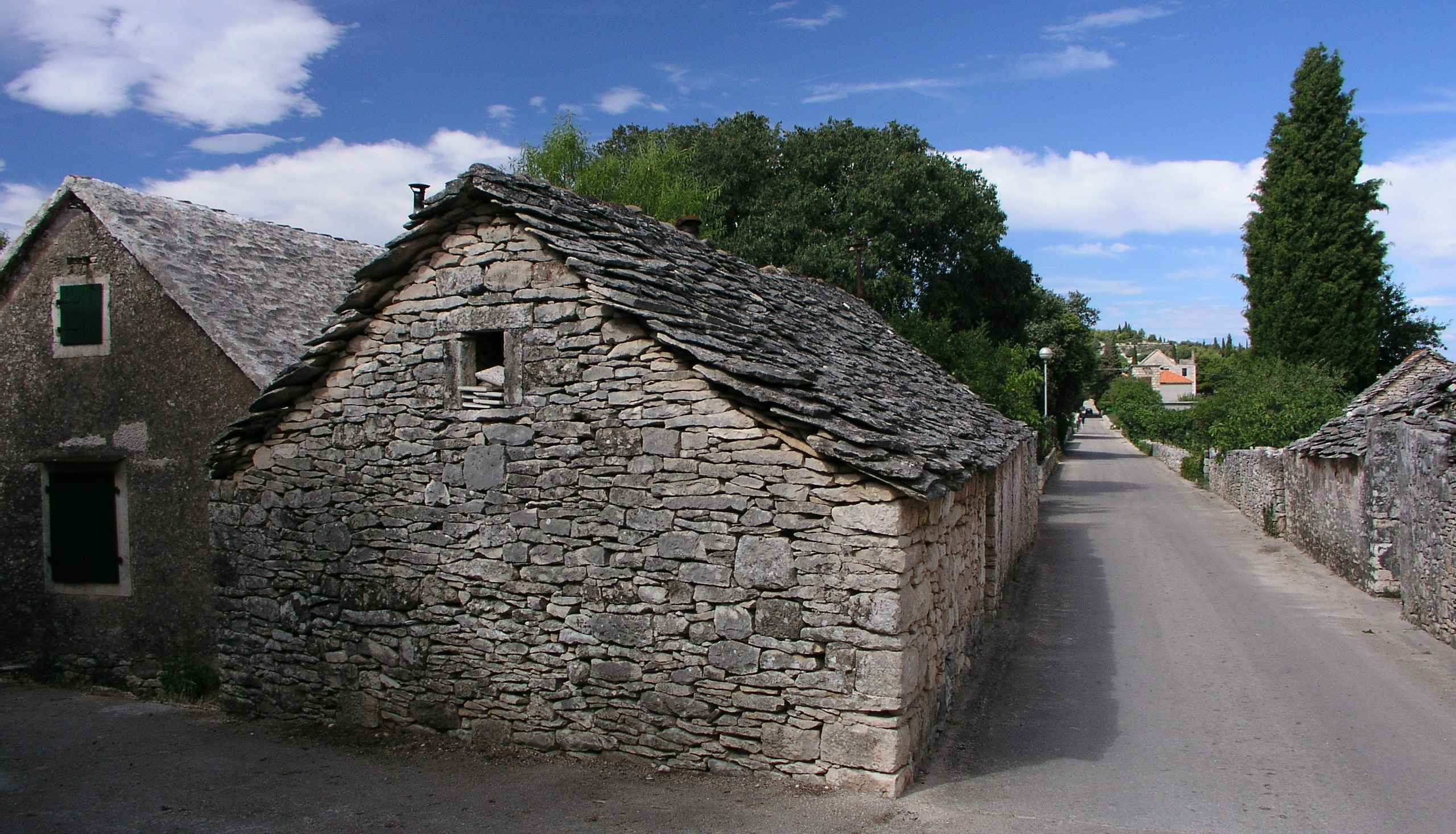
Škrip

Škrip je vesnice, která je nejstarším sídlem chorvatského ostrova Brač. Administrativně spadá pod město Supetar. Byla založena před více než 5 000 lety.

## Poloha
Vesnice leží v nadmořské výšce 250 m na severu centrální části ostrova 12 km od Supetaru a 3 km od přístavu Splitska. Žije v ní 186 obyvatel

## Historie

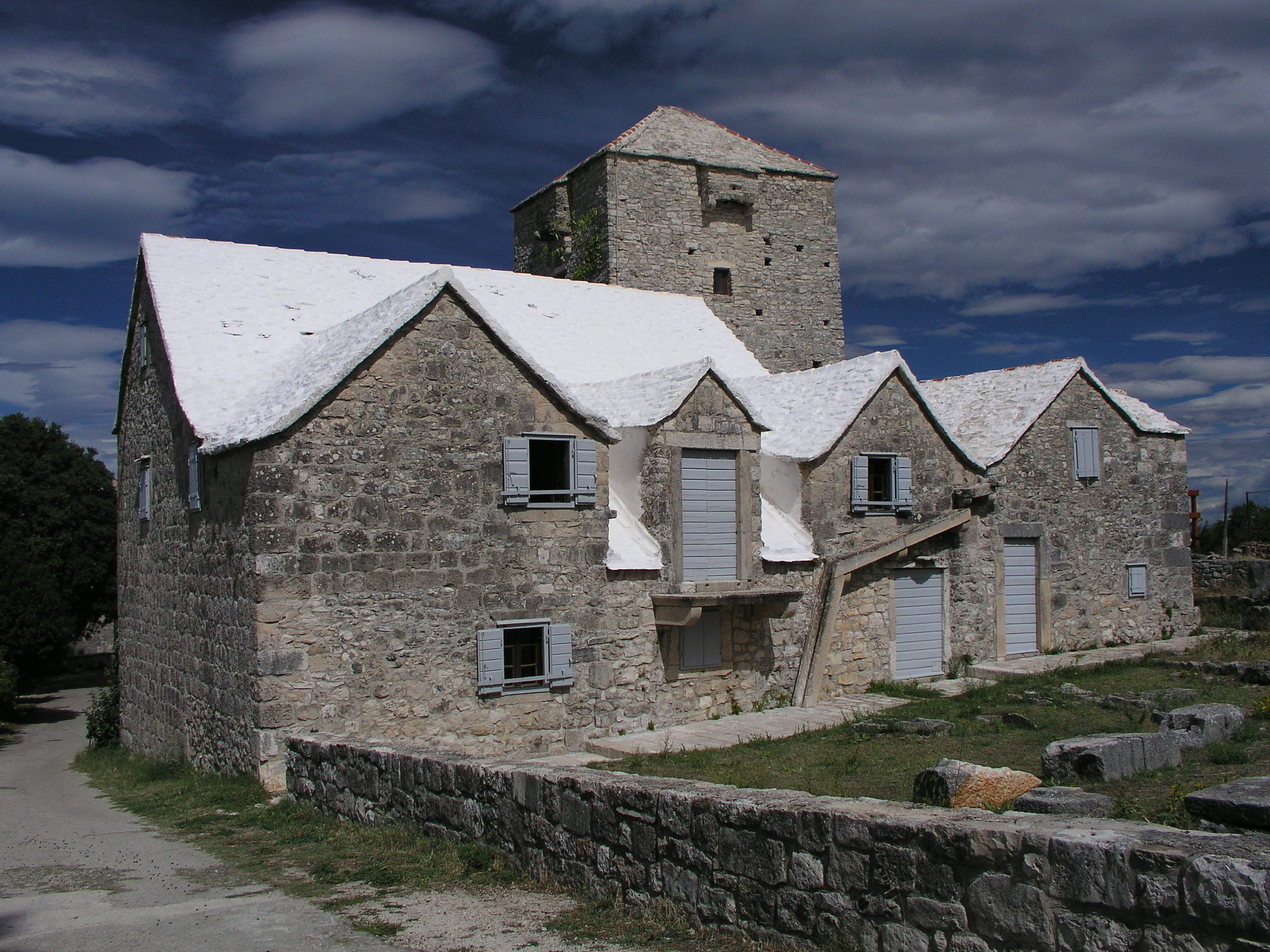
Škrip – Bračské muzeum

Původní opevněná osada se nacházela ve východní části vesnice. Okolo Radojkovićovy věže (dnes Bračské muzeum), vybudované v době benátsko-tureckých válek v 16. století na místě antického mauzolea z doby císaře Diokleciána, se nachází dobře zachované zbytky megalytických zdí, které obklopovaly ilyrskou osadu. Škrip se díky své poloze a zdroji vody vyvinul z prehistorického opevnění na antické oppidum. Uvnitř i vně opevnění byly ve skále vytesány dodnes zachované nádrže na vodu. Vedle openěného paláce rodu Cerinićů (Cerineo) z roku 1618, jehož střecha je pokryta jako mnoho jiných staveb ve Škripu kamennými deskami, se nachází sarkofágy z raně křesťanské doby.
Kostelík sv. Ducha vedle současného hřbitova byl první farní kostel. Byl postaven na základech antické baziliky a byl v období od 7. do 17. století několikrát přestavěn.
Stavba kostela sv. Heleny (sveta Jelena) byla zahájena roku 1768 a dokončena počátkem 19. století. Podle lidové tradice sv. Helena pocházela z ostrova Brač. V kostele se nachází oltářní malby benátského malíře Palma il Giovane, žáka Tiziana a Tintoretta.

## Památky
- Ilyrské megalytické opevnění
- Antické sarkofágy
- Kostelík sv. Ducha (sveti Duh)
- Radojkovićova věž – Bračské muzeum
- Opevněný palác rodu Cerinićů
- Kostel sv. Heleny (sveta Jelena)